# Ecdemus pereirai
Ecdemus pereirai är en fjärilsart som beskrevs av Lauro Travassos 1940. Ecdemus pereirai ingår i släktet Ecdemus och familjen björnspinnare. Inga underarter finns listade i Catalogue of Life.